# Ostodes minor
Ostodes minor là một loài thực vật thuộc họ Euphorbiaceae. Đây là loài đặc hữu của Sri Lanka.